# Khí hậu Việt Nam

Bản đồ khí hậu Việt Nam

Khí hậu Việt Nam phân bố thành 2 vùng theo phân loại khí hậu Köppen với khu vực Bắc Bộ là khí hậu cận nhiệt đới ẩm còn Trung Bộ và Nam Bộ là nhiệt đới. Miền Bắc gồm 4 mùa. Miền Trung và Nam Trung bộ là khí hậu nhiệt đới gió mùa, miền cực Nam Trung Bộ và Nam Bộ mang đặc điểm cận xích đạo. Đồng thời, do nằm ở rìa phía Đông Nam của phần châu Á lục địa, giáp với Biển Đông (một phần của Tháimùa: mùa mưa và mùa khô. Cần phân biệt vùng khí hậu ôn đới và nhiệt đới, vùng khí hậu ôn đới có 4 mùa là xuân, hạ, thu, đông còn vùng khí hậu nhiệt đới chỉ hai mùa là mùa nắng và mùa mưa. Ở Việt Nam, miền Bắc có 2 mùa (mùa xuân, thu ngắn là giai đoạn chuyển tiếp) nên nó không hoàn toàn trong vùng ôn đới, miền Nam 2 mùa nên hoàn toàn trong vùng nhiệt đới.

## Hoàn lưu khí quyển
Hoàn lưu khí quyển ảnh hưởng đến Việt Nam là một phần của hoàn lưu gió mùa Đông Nam Á được đặc trưng bởi 3 đặc điểm riêng biệt:
1. Ngoài việc chịu ảnh hưởng của gió mùa Nam Á vào mùa hè, các vùng của Việt Nam còn chịu ảnh hưởng mạnh mẽ của gió mùa Đông Bắc, đặc biệt là vào mùa đông.[7]
2. Ngoài việc chịu ảnh hưởng của các hoàn lưu nhiệt đới, cận nhiệt đới và ôn đới từ Bắc bán cầu, các hoàn lưu khí quyển ảnh hưởng đến Việt Nam còn gắn liền với các hoàn lưu cận nhiệt đới và nhiệt đới từ Nam bán cầu.[7]
3. Khí hậu Việt Nam chịu ảnh hưởng mạnh mẽ của vị trí giáp biển trong tất cả các mùa.[7]

Hai áp suất khí quyển thường trực ảnh hưởng đến hoàn lưu khí quyển Việt Nam là áp thấp xích đạo và áp cao cận nhiệt đới. Các trung tâm khí áp theo mùa ảnh hưởng đến Việt Nam bao gồm áp cao lục địa châu Á, vùng áp thấp Aleutia, trung tâm áp thấp lục địa Nam Á và trung tâm áp cao lục địa đại dương. Trên khắp Đông Á, frông vùng cực di chuyển về phía nam vào mùa đông, đạt tới 8°B vào tháng Giêng là giới hạn phía Nam trong khi giới hạn phía Bắc của nó là 25–27°B vào tháng Bảy. Do toàn bộ Việt Nam nằm giữa giới hạn phía nam và phía bắc của mặt cực nên khí hậu Việt Nam đều chịu ảnh hưởng của không khí vùng cực và không khí nhiệt đới (từ đới hội tụ nhiệt đới). Ở Việt Nam, hoàn lưu gió mùa là tổng hòa của cả hai hệ thống gió mùa Nam Á và Đông Bắc Á. Điều này dẫn đến bốn mùa rõ rệt, trong đó mùa đông (tháng 11 - tháng 3) và mùa hè (tháng 5 - tháng 9) là chính trong khi mùa xuân (tháng 4) và mùa thu (tháng 10) là mùa chuyển tiếp.

## Các mùa
Mùa đông thường kéo dài từ tháng mười một cho đến tháng ba. Trong suốt mùa đông, không khí vùng cực bắt nguồn từ Cao nguyên Xibia xâm nhập sâu vào các vĩ độ thấp, tạo điều kiện cho Cao nguyên phía đông Tây Tạng thổi luồng không khí xuống phía nam theo hướng đông bắc (không khí mát là gió đến từ đông bắc). Đồng thời, một hệ thống áp suất thấp trên khắp nước Việt Nam mạnh lên tạo ra một dải áp suất làm tăng cường các đợt gió đông bắc lạnh giá. Nhiều đợt rét có thể xâm nhập vào Việt Nam trong suốt mùa đông, trong đó có 3-4 đợt xuất hiện hàng tháng ở miền Bắc. Điều này dẫn đến nhiệt độ lạnh, nơi nhiệt độ giảm từ 4 đến 5 °C (7 đến 9 °F). Thời tiết lạnh, đôi khi cực lạnh có thể tồn tại trong một thời gian dài, được đặc trưng bởi một khoảng thời gian dài những ngày không có mây hoặc một phần mây vào nửa đầu mùa đông hoặc một thời gian dài có mây và mưa phùn vào nửa sau của mùa đông. Điểm nổi bật nhất là mùa đông ở miền Bắc có nền nhiệt độ trung bình thấp hơn các khu vực khác cùng vĩ độ trên thế giới là do ảnh hưởng của yếu tố địa hình với bốn cánh cung núi là Sông Gâm, Ngân Sơn, Bắc Sơn và Đông Triều như một nan quạt xòe rộng về hướng Đông Bắc làm hút mạnh gió mùa mùa đông. Thời tiết lạnh xảy ra ở miền Bắc thường xuyên hơn ở miền Nam do các mặt trận lạnh xâm nhập vào miền Bắc thường xuyên hơn.
Mùa mưa bắt đầu từ cuối tháng 4 / đầu tháng 5 và kéo dài đến tháng 10. Vào mùa hè, hình thái gió chung là gió Tây Nam ở các vùng phía Nam của Việt Nam và gió Đông Nam ở phía Bắc. Các khối khí chủ yếu ở Việt Nam là khối xích đạo và khối nhiệt đới bắt nguồn từ hệ thống áp cao ở Nam bán cầu, và khối nhiệt đới biển bắt nguồn từ hệ thống áp cao cận nhiệt đới ở Thái Bình Dương (áp cao cận nhiệt đới Thái Bình Dương). Ngoài ra, trong mùa hè, Việt Nam chịu ảnh hưởng của không khí nhiệt đới từ Vịnh Bengal xuất hiện khi một áp thấp lục địa xuất phát từ Nam Á (áp thấp lục địa Nam Á) di chuyển theo hướng Đông về phía Việt Nam, bao trùm hầu hết Việt Nam và nam Trung Quốc; Điều này gây ra thời tiết khô, nóng ở Bắc Trung Bộ do gió Tây thổi xuống và ấm áp trên sườn đông của dãy Trường Sơn. Trung bình có 11 cơn bão và áp thấp nhiệt đới phát triển trên Biển Đông trong suốt mùa hè, trong đó một nửa là xoáy thuận nhiệt đới bắt nguồn từ Tây Thái Bình Dương. Sau đó các cơn bão và xoáy thuận này di chuyển theo hướng Tây về phía Việt Nam. Trung bình, Việt Nam chịu ảnh hưởng của 6-8 cơn bão hoặc xoáy thuận nhiệt đới mỗi năm.
Mùa Xuân và mùa Thu là mùa chuyển tiếp. Hoàn lưu khí quyển trong những mùa này thể hiện sự chuyển tiếp giữa mùa đông - mùa hè & mùa hè -mùa đông tương ứng.
Nhìn chung, miền Bắc đất nước có bốn mùa đông, xuân, hạ, thu. Ở miền Nam chỉ có hai mùa: mùa khô và mùa ẩm.

## Nhiệt độ
Nhiệt độ trung bình hàng năm trong cả nước, dựa trên dữ liệu khí tượng từ các trạm thời tiết nằm trong khoảng từ 12,8 đến 27,7 °C (55 đến 82 °F) ở Hoàng Liên Sơn. Ở độ cao lớn nhất trong dãy Hoàng Liên Sơn, nhiệt độ trung bình hàng năm chỉ là 8 °C (46 °F) Khi nhiệt độ thay đổi theo độ cao, nhiệt độ giảm 0,5 °C (1 °F) cho mỗi lần tăng độ cao 100 mét (328 ft). Nhiệt độ trung bình hàng năm thấp nhất được tìm thấy ở các khu vực miền núi, nơi có cao hơn và ở các khu vực phía bắc, do vĩ độ cao hơn của chúng. Do chịu ảnh hưởng mạnh mẽ của gió mùa nên nhiệt độ trung bình của Việt Nam thấp hơn so với các nước cùng vĩ độ ở Châu Á.
Vào mùa đông, nhiệt độ trung bình nằm trong khoảng từ 2 đến 26 °C (36 đến 79 °F), giảm dần từ nam lên bắc và/hoặc khi một người leo lên núi và ngược lại. Trong tháng mát mẻ nhất, nhiệt độ trung bình dao động từ 10 đến 16 °C (50 đến 61 °F) ở vùng cao phía bắc đến 20 đến 24 °C (68 đến 75 °F) ở vùng cao phía nam. Nói chung, nhiệt độ mùa đông trung bình là dưới 20 °C (68 °F) ở nhiều địa điểm phía bắc. Ngoài việc giảm nhiệt độ vào mùa đông, Gió mùa Đông Bắc góp phần làm cho điều kiện lạnh hơn. Nhiều vùng núi ở phía bắc đã trải qua điều kiện cận nhiệt. Ngược lại, nhiệt độ ở quần đảo Trường Sa không bao giờ xuống dưới 21°C (70°F). Vào mùa hè, nhiệt độ trung bình dao động trong khoảng 25 đến 30 °C (77 đến 86 °F) Nhiệt độ cao nhất thường xảy ra vào tháng 3 - tháng 5 ở miền nam và tháng 5 - tháng 7 ở miền bắc. Điều này là do ở miền Bắc, mưa phùn chiếm ưu thế dẫn đến nhiệt độ tăng nhẹ vào tháng 2 và tháng 3 trước khi tăng từ tháng 4 đến tháng 8 trong khi ở miền Nam, mức tăng nhiệt độ (từ tháng 12 - tháng 2 / tháng 3) lớn hơn nhiều. Do đó, phía nam đạt nhiệt độ cao nhất vào cuối mùa đông trong khi ở phía bắc, nhiệt độ xảy ra vào tháng 7 và tháng 8 do điều này. Nhiệt độ vào mùa hè tương đối bằng nhau giữa các vùng phía bắc và phía nam của đất nước với sự khác biệt chủ yếu là do độ cao (sự giảm nhiệt độ chủ yếu là do độ cao).

### Kỉ lục nhiệt độ
| Dữ liệu khí hậu của Vietnam             | Dữ liệu khí hậu của Vietnam | Dữ liệu khí hậu của Vietnam | Dữ liệu khí hậu của Vietnam | Dữ liệu khí hậu của Vietnam | Dữ liệu khí hậu của Vietnam | Dữ liệu khí hậu của Vietnam | Dữ liệu khí hậu của Vietnam | Dữ liệu khí hậu của Vietnam | Dữ liệu khí hậu của Vietnam | Dữ liệu khí hậu của Vietnam | Dữ liệu khí hậu của Vietnam | Dữ liệu khí hậu của Vietnam | Dữ liệu khí hậu của Vietnam |
| Tháng                                   | 1                           | 2                           | 3                           | 4                           | 5                           | 6                           | 7                           | 8                           | 9                           | 10                          | 11                          | 12                          | Năm                         |
| --------------------------------------- | --------------------------- | --------------------------- | --------------------------- | --------------------------- | --------------------------- | --------------------------- | --------------------------- | --------------------------- | --------------------------- | --------------------------- | --------------------------- | --------------------------- | --------------------------- |
| Cao kỉ lục °C (°F)                      | 37.4 (99.3)                 | 38.0 (100.4)                | 41.4 (106.5)                | 42.8 (109.0)                | 44.2 (111.6)                | 43.8 (110.8)                | 42.2 (108.0)                | 40.7 (105.3)                | 40.6 (105.1)                | 39.5 (103.1)                | 38.1 (100.6)                | 38.5 (101.3)                | 44.2 (111.6)                |
| Trung bình ngày tối đa °C (°F)          | 23.8 (74.8)                 | 24.8 (76.6)                 | 27.8 (82.0)                 | 29.6 (85.3)                 | 31.1 (88.0)                 | 31.0 (87.8)                 | 30.9 (87.6)                 | 30.7 (87.3)                 | 29.9 (85.8)                 | 28.5 (83.3)                 | 26.5 (79.7)                 | 24.8 (76.6)                 | 28.3 (82.9)                 |
| Trung bình ngày °C (°F)                 | 19.9 (67.8)                 | 21.0 (69.8)                 | 22.5 (72.5)                 | 25.6 (78.1)                 | 27.1 (80.8)                 | 27.3 (81.1)                 | 27.4 (81.3)                 | 27.1 (80.8)                 | 26.3 (79.3)                 | 24.9 (76.8)                 | 22.9 (73.2)                 | 20.8 (69.4)                 | 24.4 (75.9)                 |
| Tối thiểu trung bình ngày °C (°F)       | 16.1 (61.0)                 | 17.2 (63.0)                 | 17.3 (63.1)                 | 21.6 (70.9)                 | 23.2 (73.8)                 | 23.7 (74.7)                 | 23.9 (75.0)                 | 23.5 (74.3)                 | 22.8 (73.0)                 | 21.3 (70.3)                 | 19.3 (66.7)                 | 16.9 (62.4)                 | 20.6 (69.1)                 |
| Thấp kỉ lục °C (°F)                     | −6.1 (21.0)                 | −1 (30)                     | −3.5 (25.7)                 | 2.4 (36.3)                  | 8.3 (46.9)                  | 10.8 (51.4)                 | 12.2 (54.0)                 | 13.8 (56.8)                 | 2.3 (36.1)                  | 2.1 (35.8)                  | −1 (30)                     | −6.4 (20.5)                 | −6.4 (20.5)                 |
| Lượng Giáng thủy trung bình mm (inches) | 38 (1.5)                    | 27 (1.1)                    | 38 (1.5)                    | 74 (2.9)                    | 171 (6.7)                   | 227 (8.9)                   | 246 (9.7)                   | 255 (10.0)                  | 265 (10.4)                  | 234 (9.2)                   | 168 (6.6)                   | 77 (3.0)                    | 1.821 (71.7)                |
| Số ngày giáng thủy trung bình           | 7.1                         | 6.9                         | 8.1                         | 10.4                        | 15.4                        | 17.7                        | 19.1                        | 20.6                        | 18.3                        | 15.2                        | 10.2                        | 7.3                         | 156.4                       |
| Nguồn: Climate Research Unit            |                             |                             |                             |                             |                             |                             |                             |                             |                             |                             |                             |                             |                             |

Nhiệt độ cao nhất từng được ghi nhận ở Việt Nam là 44,2 °C, được ghi nhận tại huyện Tương Dương, tỉnh Nghệ An vào ngày 7 tháng 5 năm 2023.
Nhiệt độ lạnh nhất được ghi nhận ở Việt Nam là −6,1 °C (21,0 °F) tại Sa Pa vào ngày 4 tháng 1 năm 1974.  Mức thấp kỷ lục -6,0 °C (21,2 °F) cũng được ghi nhận tại Hoàng Liên vào ngày 1 tháng 1 năm 1974 và ngày 6 tháng 1 năm 1974. Đối với nhiệt độ mặt đất, nhiệt độ mặt đất thấp nhất từng được ghi nhận là −6,4 °C (20,5 °F) tại Sa Pa vào ngày 31 tháng 12 năm 1975 trong khi nhiệt độ cao nhất là 74,7 °C (166,5 °F) tại Buôn Ma Buông vào ngày 23 tháng 5 năm 1982. Nhiệt độ mặt đất thấp kỷ lục tuyệt đối có xu hướng thấp hơn từ 1 đến 2 °C (2 đến 4 °F) so với nhiệt độ không khí thấp kỷ lục nhưng nhiệt độ mặt đất cao kỷ lục tuyệt đối có xu hướng trên 30 °C (54 °F) cao hơn nhiệt độ không khí.
Áp suất không khí cao nhất từng được ghi nhận ở Việt Nam là tại trạm khí tượng Láng vào ngày 18 tháng 11 năm 1996 khi đo được 1.035,9 hPa (30,59 inHg). Áp suất không khí thấp nhất từng được ghi nhận là tại Sa Pa vào ngày 24 tháng 7 năm 1971 với chỉ số là 827,0 hPa (24,42 inHg). 
Sức gió cao nhất được ghi nhận ở Việt Nam là 62–63 m/s tại Bãi Cháy (Quảng Ninh) trong cơn bão Yagi (bão số 3) vào ngày 7 tháng 9 năm 2024. Trong quá khứ, vận tốc gió trên 40 m/s (130 ft/s) đã được ghi nhận ở đồng bằng Bắc Bộ (đồng bằng sông Hồng), và vùng ven biển tỉnh Quảng Ninh.

## Lượng mưa
Lượng mưa trung bình hàng năm trong cả nước dao động từ 700 đến 5.000 mm (28 đến 197 in) mặc dù hầu hết các nơi ở Việt Nam nhận được từ 1.400 đến 2.400 mm (55 đến 94 in). Phần lớn lượng mưa xảy ra trong mùa mưa, chiếm 80% –90% lượng mưa hàng năm. Nhìn chung, các vùng phía bắc của đất nước nhận được nhiều mưa hơn các vùng phía nam của đất nước. Các đảo nằm ở phía bắc nói chung nhận được lượng mưa ít hơn so với đất liền liền kề trong khi ở phía nam, điều này ngược lại khi các đảo như Phú Quốc nhận được nhiều mưa hơn so với đất liền liền kề. Số ngày mưa trung bình hàng năm từ 60 đến 200 ngày, trong đó hầu hết các ngày có lượng mưa trung bình dưới 5 mm (0,20 in). Lượng ngày mưa trong tháng thường tương ứng với lượng mưa trung bình tháng mặc dù ở Bắc Bộ và Bắc Trung Bộ, mùa đông thường có mưa phùn (mặc dù là mùa khô hơn), dẫn đến lượng ngày mưa nhiều hơn. Ví dụ, số ngày mưa vào mùa khô hơn trong mùa đông ở tỉnh Yên Bái do mưa phùn nhiều hơn số ngày mưa trong mùa mưa chính. Mưa phùn là hiện tượng thời tiết đặc trưng cho thời tiết mùa đông ở bắc bộ và bắc trung bộ. Số ngày có dông xảy ra 20–80 ngày mỗi năm, phổ biến ở phía Nam và phía Bắc, vùng núi nhiều hơn vùng đồng bằng ven biển. Giông có thể xảy ra quanh năm mặc dù chúng phổ biến nhất vào mùa mưa. Ở các đỉnh núi cao nhất phía Bắc như Sa Pa, Tam Đảo, Hoàng Liên Sơn có thể xảy ra tuyết rơi.
Tùy thuộc vào khu vực, thời điểm bắt đầu mùa mưa (được định nghĩa là khi lượng mưa trung bình hàng tháng vượt quá 100 mm (3,9 in)) khác nhau: Ở Tây Bắc và Đông Bắc, mùa mưa thường bắt đầu từ tháng 4 - tháng 5 với đỉnh điểm vào tháng 7 - tháng 8 và kết thúc vào tháng 9 và tháng 10. Ở đồng bằng sông Hồng (đồng bằng Bắc Bộ), mùa mưa bắt đầu từ tháng 4-5, cao điểm vào tháng 7-8 và kết thúc vào tháng 10. Ở Bắc Trung Bộ, mùa mưa thường bắt đầu từ tháng 5 - tháng 8 (ở phần phía bắc đèo Ngang mùa mưa bắt đầu từ tháng 5 - 6, phần phía Nam đèo Ngang mùa mưa đến muộn hơn vào khoảng tháng 8, đạt cực đại vào tháng 10 và tháng 11 trước khi kết thúc vào tháng 11 và tháng 12. Đối với vùng duyên hải Nam Trung Bộ, mùa mưa bắt đầu vào tháng 8 và tháng 9, đạt cực đại vào tháng 10 và tháng 11 trước khi kết thúc vào tháng 12. Ở Tây Nguyên, mùa mưa bắt đầu vào tháng 4 và tháng 5, đạt đỉnh vào tháng 8 trước khi kết thúc vào tháng 10 và tháng 11. Cuối cùng, miền Nam có mùa mưa bắt đầu từ tháng 5, đạt đỉnh vào tháng 9 trước khi kết thúc vào tháng 11.

## Các miền khí hậu Việt Nam
Việt Nam có bốn miền khí hậu chủ yếu, bao gồm: miền khí hậu phía Bắc, miền khí hậu phía Nam, miền khí hậu Trường Sơn, và miền khí hậu Biển Đông.

### Miền khí hậu phía Bắc
Bao gồm phần lãnh thổ phía Bắc (tả ngạn) sông Lam. Miền này có  khí hậu cận nhiệt đới ẩm. Tuy nhiên, miền khí hậu này có đặc điểm là mất ổn định vời thời gian bắt đầu-kết thúc các mùa và về nhiệt độ.
- Vùng Đông Bắc bao gồm châu thổ Bắc Bộ và vùng đồi núi tả ngạn sông Hồng. Vùng này có đặc điểm địa hình phổ biến là đồi núi thấp dưới 1000 m. Các dãy núi hình cánh cung vòng hướng Đông Bắc  chụm lại hướng về phía dãy núi Tam Đảo (đó là cánh cung Đông Triều, Bắc Sơn, Ngân Sơn, Sông Gâm không ngăn cản mà lại tạo thành các sườn dẫn gió mùa Đông Bắc và gió Bắc thường thổi về mùa đông. Vùng này tiếp giáp với vịnh Bắc Bộ về phía Đông, phía Tây được chắn bởi dãy Hoàng Liên Sơn cao nhất Việt Nam, nên chịu ảnh hưởng của khí hậu gió mùa ẩm nhiều hơn vùng Tây Bắc. Vì vậy mà vùng Đông Bắc chịu ảnh hưởng trực tiếp của bão nhiệt đới, về mùa hè, ít chịu ảnh hưởng của gió Lào (gió foehn).
- Vùng Tây Bắc Bắc Bộ bao gồm vùng núi từ hữu ngạn sông Hồng đến tả ngạn sông Lam. Dãy núi cao Hoàng Liên Sơn chạy dài liền một khối theo hướng Tây Bắc - Đông Nam đóng vai trò của một bức trường thành ngăn làm cho gió mùa Đông Bắc lạnh giá khi đến đây bị suy yếu. Vì vậy, nền khí hậu Tây Bắc nói chung ấm hơn Đông Bắc, chênh lệch có thể đến 2-3 °C nếu so cùng độ cao. Ở miền núi, hướng và vị trí của một khu vực trong dãy núi đóng một vai trò quan trọng trong chế độ nhiệt – ẩm, sườn đón gió (sườn đông) tiếp nhận những lượng mưa lớn trong khi sườn tây tạo điều kiện cho gió "phơn" (hay quen được gọi là "gió lào") được hình thành khi thổi xuống các thung lũng. Nhìn chung, trong điều kiện của trung du và miền núi, việc nghiên cứu khí hậu là rất quan trọng vì sự biến dạng của khí hậu xảy ra trên từng khu vực nhỏ. Những biến cố khí hậu ở miền núi mang tính chất cực đoan, nhất là trong điều kiện lớp phủ rừng bị suy giảm, và lớp phủ thổ nhưỡng bị thoái hoá. Mưa lớn và tập trung gây ra lũ nhưng kết hợp với một số điều kiện thì xuất hiện lũ quét; hạn vào mùa khô thường xảy ra nhưng có khi hạn hán kéo dài ngoài sức chịu đựng của cây cối.

### Miền khí hậu Trường Sơn
Gồm phần lãnh thổ phía Đông dãy Trường Sơn, kéo dài từ phía Nam (hữu ngạn) sông Lam tới Mũi Dinh. Miền này mang đậm tính chất của khí hậu nhiệt đới gió mùa. Miền này lại có thể chia làm hai vùng:
- Vùng Bắc đèo Hải Vân có mùa đông ít hơn miền khí hậu phía Bắc và mùa hè chịu ảnh hưởng mạnh mẽ của gió Lào (gió Tây khô nóng). Về mùa đông, do hình thế vùng này chạy dọc bờ Biển Đông theo hướng Tây Bắc - Đông Nam, đón trực diện với hướng gió mùa chủ đạo thổi trong mùa này là gió mùa Đông Bắc. Lại bị hệ dãy núi Trường Sơn tương đối cao ở phía Tây và phía Nam (tại đèo Hải Vân trên dãy Bạch Mã) chắn ở cuối hướng gió mùa Đông Bắc. Nên vì vậy vùng này vẫn bị ảnh hưởng bởi thời tiết lạnh do gió mùa Đông Bắc mang đến và thường kèm theo mưa nhiều (khu vực có mưa nhiều do gió mùa đông bắc là từ Hà Tĩnh đến Thừa Thiên Huế) do gió mùa thổi theo đúng hướng Đông Bắc mang theo hơi nước từ biển vào, hơi khác biệt với thời tiết khô hanh của miền Bắc cùng trong mùa đông. Gió mùa Đông Bắc thổi đến đây thường bị suy yếu và bị chặn lại bởi dãy Bạch Mã ít ảnh hưởng tới các vùng phía Nam. Về mùa Hè, khi gió mùa Tây Nam hoạt động mạnh thổi từ vịnh Bengal qua vùng lục địa rộng lớn đến dãy Trường Sơn thì bị trút hết mưa xuống sườn Tây Trường Sơn nhưng vẫn tiếp tục vượt qua dãy núi để thổi sang vùng này. Lúc này do không còn hơi nước nên gió mùa Tây Nam gây ra thời tiết khô nóng (có khi tới > 40 °C, độ ẩm chỉ còn 50 ÷ 60), gió này gọi là gió foehn.
- Vùng Duyên hải Nam Trung Bộ từ Đà Nẵng tới Ninh Thuận là vùng đồng bằng ven biển Nam Trung Bộ phía Nam đèo Hải Vân tương tự như phía bắc đèo Hải vân, tuy nhiên nhiệt độ có cao hơn và thỉnh thoảng có những đợt lạnh mùa đông tuy không dài, ảnh hưởng của gió Tây khô nóng không lớn như ở Bắc Trung Bộ, có mùa khô sâu sắc hơn. Riêng về mùa mưa khu vực từ Đà Nẵng đến Quảng Ngãi có tính chất giống khu vực Bắc Trung Bộ. Bắt đầu từ Nam Khánh Hòa và Ninh Thuận, lượng mưa rất thấp phổ biến chỉ đạt 700 - 1300mm.

Một đặc điểm quan trọng của miền khí hậu này là mùa mưa và mùa khô không cùng lúc với mùa mưa và khô của hai miến khí hậu còn lại. Mùa hè, trong khi cả nước có lượng mưa lớn nhất, thì miền khí hậu này lại đang ở thời kỳ khô nhất.

### Miền khí hậu phía Nam
Gồm phần lãnh thổ thuộc Tây Nguyên và Nam Bộ. Miền này có khí hậu cận xích đạo với hai mùa: mùa khô và mùa mưa (từ tháng 4-5 đến tháng 10-11). Quanh năm, nhiệt độ của miền này cao, biên nhiệt độ nhỏ hơn đáng kể so với khu vực Bắc Bạch Mã. Nơi đây có một mùa khô kéo dài, đặc biệt sâu sắc. Khí hậu miền này ít biến động nhiều trong năm.
- Vùng duyên hải cực Nam Trung Bộ (Bình Thuận)
- Vùng cao nguyên Nam Trung Bộ (Tây Nguyên)
- Vùng đồng bằng Nam Bộ

### Miền khí hậu Biển Đông
Biển Đông Việt Nam mang đặc tính nhiệt đới mùa hải dương và tương đối đồng nhất. Tại đây thường xuyên có xoáy lốc đi từ Thái Bình Dương vào, tạo thành các cơn bão lớn. Do ở Bắc Bán cầu, nên bão và áp thấp nhiệt đới vào Việt Nam xoáy ngược chiều kim đồng hồ.

## Biến đổi khí hậu
Biến đổi khí hậu ở Việt Nam sẽ dẫn đến một thực trạng, trong những thập kỷ tới, Việt Nam sẽ nằm trong số các quốc gia bị ảnh hưởng nặng nề nhất bởi biến đổi khí hậu toàn cầu. Một số lượng lớn các nghiên cứu cho thấy Việt Nam đang trải qua biến đổi khí hậu và sẽ bị ảnh hưởng tiêu cực nghiêm trọng trong những thập kỷ tới. Những tác động tiêu cực này bao gồm nước biển dâng, xâm nhập mặn và các vấn đề thủy văn khác như lũ lụt, diễn biến cửa sông, bồi lắng cũng như tần suất gia tăng của các thiên tai như sóng lạnh, triều cường đều sẽ gây ra những ảnh hưởng tiêu cực đến sự phát triển và kinh tế của đất nước bao gồm nông nghiệp, nuôi trồng thủy sản, cơ sở hạ tầng đường bộ, v.v.
Một số vấn đề như sụt lún đất (do khai thác nước ngầm quá mức) làm trầm trọng thêm một số tác động mà biến đổi khí hậu sẽ mang lại (nước biển dâng), đặc biệt là ở các khu vực như Đồng bằng sông Cửu Long. Chính phủ, các tổ chức phi chính phủ và người dân đã thực hiện nhiều biện pháp khác nhau để giảm thiểu và thích ứng với tác động.

## Sách tham khảo
- Lê Bá Thảo. Việt Nam - Lãnh thổ và các vùng địa lý. Nhà xuất bản Thế giới, Hà Nội, 2001.